# Crataegus necopinata
Crataegus necopinata là loài thực vật có hoa trong họ Hoa hồng. Loài này được Pojark. mô tả khoa học đầu tiên.